# Stethodesma stachiani
Stethodesma stachiani är en skalbaggsart. Stethodesma stachiani ingår i släktet Stethodesma och familjen Cetoniidae. Utöver nominatformen finns också underarten S. s. servillei.